# Arthur Berson
Arthur Josef Stanislaus Berson, född 6 augusti 1859 i Neu-Sandez (Nowy Sącz) i Galizien, död 3 december 1942 i Berlin, var en tysk meteorolog och pionjär inom aerologin, även känd för sina över 90 spektakulära ballongflygningar för vetenskapliga syften. 
Den 10 januari 1901 genomförde Berson den första överflygningen av Östersjön från Berlin till Markaryd. Den 31 juli samma år slog Berson tillsammans med Reinhard Süring höjdrekord i öppen friballong. Man nådde 10 880 meter, vilket inte överträffades förrän i augusti 1932 av Auguste Piccard och Max Cosyns. Den 9 januari 1902 slog Berson hastighetsrekord vid en 30-timmars ballongfärd från Berlin till Poltava i Ukraina.